# Campionati italiani assoluti di scherma del 1955
I Campionati italiani assoluti di scherma del 1955 sono stati organizzati dalla Federazione Italiana Scherma.
Nel fioretto e nella spada maschile, il titolo di campione italiano è andato a Edoardo Mangiarotti, che ha vinto in entrambe le specialità il suo terzo titolo.
Nella sciabola Roberto Ferrari ha vinto il suo quarto titolo nazionale maschile.
Tra le donne Bruna Colombetti ha vinto il suo primo titolo italiano nel fioretto.
Non si sono disputati, invece, i campionati italiani a squadre.

## Podi

### Uomini
| Specialità  | Oro                 | Argento | Bronzo |
| Individuali |                     |         |        |
| Fioretto    | Edoardo Mangiarotti | -       | -      |
| Spada       | Edoardo Mangiarotti | -       | -      |
| Sciabola    | Roberto Ferrari     | -       | -      |

### Donne
| Specialità  | Oro              | Argento | Bronzo |
| Individuali |                  |         |        |
| Fioretto    | Bruna Colombetti | -       | -      |